# ザ・ラグビーチャンピオンシップ2016
ザ・ラグビーチャンピオンシップ2016（2016 Rugby Championship、2016 TRC）は、2016年8月から10月にかけて開催された 南半球4か国のナショナルチームによる「ザ・ラグビーチャンピオンシップ」の第5回大会。
主催はSANZAAR。北半球6か国代表によるシックス・ネイションズと並ぶ、強豪国リーグである。

## 概要
出典
この大会から、ボーナスポイントの一部フォーマットが変更された。前回2015年大会まで「4トライ以上獲得でボーナスポイント1点」だったが、今大会から「相手チームより3トライ以上多くトライするとボーナスポイント1点」となった。なお、「7点差以内の敗戦でボーナスポイント1点」については変更が無い。このボーナスポイントのルールは、SANZAAR主催の大会（スーパーラグビーを含む）で共通となる。
相手国3チームと、ホームとアウェーを変えて2試合ずつ、計6試合を行い、勝ち点で順位を決める。
第1ラウンド・第2ラウンドを1週あけて実施し、2週間あけ、第3・第4ラウンドを1週間あけて実施する。また2週間あけて、第5・第6ラウンドを1週間あけて行った。

## 冠スポンサー
各国で冠スポンサーを設けており、今大会では以下のような大会名でも呼ぶ。
- 南アフリカ共和国：「キャッスルラガー・ラグビーチャンピオンシップ（The Castle Lager Rugby Championship）」[3]- キャッスルラガーは南アフリカのビール会社およびブランド。
- ニュージーランド：「インベステック・ラグビーチャンピオンシップ（The Investec Rugby Championship）」[4]- インベステックはイギリスと南アフリカを主な拠点とした金融会社。
- オーストラリア：「カストロールエッジ・ラグビーチャンピオンシップ（The Castrol Edge Rugby Championship）」[5] - カストロールエッジは自動車用オイルなどのブランド。
- アルゼンチン：「パーソナル・ラグビーチャンピオンシップ（The Personal Rugby Championship）」[6]- パーソナルはアルゼンチンの携帯電話キャリアおよび通信会社。

## 戦績
出典
| 順位 | 国               | 勝敗   | 勝敗 | 勝敗     | 勝敗 | 得点 | 得点 | 得点     | 3トライ差以上を獲得ボーナスポイント | 7点差以内の敗戦ボーナスポイント | 勝ち点合計 |
| 順位 | 国               | 試合数 | 勝ち | 引き分け | 負け | 得点 | 失点 | 得失点差 | 3トライ差以上を獲得ボーナスポイント | 7点差以内の敗戦ボーナスポイント | 勝ち点合計 |
| ---- | ---------------- | ------ | ---- | -------- | ---- | ---- | ---- | -------- | ----------------------------------- | ------------------------------- | ---------- |
| 1    | ニュージーランド | 6      | 6    | 0        | 0    | 262  | 84   | +178     | 6                                   | 0                               | 30         |
| 2    | オーストラリア   | 6      | 3    | 0        | 3    | 119  | 147  | -28      | 1                                   | 0                               | 13         |
| 3    | 南アフリカ共和国 | 6      | 2    | 0        | 4    | 117  | 180  | –63      | 0                                   | 2                               | 10         |
| 4    | アルゼンチン     | 6      | 1    | 0        | 5    | 129  | 216  | –87      | 0                                   | 1                               | 5          |

勝ち点の合計で優勝を競う。勝ち4点、引き分け2点、負け0点。相手より3トライ以上多くトライ獲得で1点、7点差以内の負けで1点。

### 優勝・2国間トロフィー
| 優勝                       | ニュージーランド | 14回目 | 1996年トライネーションズからの通算             | 全6節のうち、4節目で決定                  |
| ブレディスローカップ       | ニュージーランド |        | オーストラリアとニュージーランドとの対戦の勝者 | 3試合で競う。2戦目（2016年8月27日）で決定 |
| マンデラチャレンジプレート | オーストラリア   |        | 南アフリカとオーストラリアとの対戦の勝者       | 2試合のうち1試合目（2016年9月10日）で決定 |
| フリーダムカップ           | ニュージーランド |        | 南アフリカとニュージーランドとの対戦の勝者     | 2試合のうち1試合目（2016年9月17日）で決定 |
| ピューマトロフィー         | オーストラリア   |        | アルゼンチンとオーストラリアとの対戦の勝者     | 2試合のうち1試合目（2016年9月17日）で決定 |
| ウドゥン・スプーン         | アルゼンチン     | 4回目  | 最下位に与えられる不名誉な称号                 |                                           |

## 対戦詳細

### Round 1
| 2016年8月20日 20:05 AEST (UTC+10) | オーストラリア                                   | 8–42     | ニュージーランド (1 BP) | スタジアム・オーストラリア, シドニー 観客数: 65,328人 レフリー: ヤコ・ペイパー (南アフリカ共和国) |
| 2016年8月20日 20:05 AEST (UTC+10) | トライ: フィップス 74' m PK: フォーリー (1/1) 3' | レポート | トライ: クロッティ 5' c バレット 25' c カイノ 30' m ナホロ 38' c コールズ 55' m Jサヴェア 58' m コンバート: バレット (3/5) 7', 26', 39' PK: バレット (2/3) 16', 22' | スタジアム・オーストラリア, シドニー 観客数: 65,328人 レフリー: ヤコ・ペイパー (南アフリカ共和国) |

Notes:
- ニュージーランドがスタジアム・オーストラリアでオーストラリアに勝利したのは、2013年以来。

| 2016年8月20日 17:05 SAST (UTC+02) | 南アフリカ共和国 | 30–23    | アルゼンチン (1 BP)                                                                                              | ムボンベラ・スタジアム, ネルスプロイト 観客数: 27,357人 レフリー: Glen Jackson (ニュージーランド) |
| 2016年8月20日 17:05 SAST (UTC+02) | トライ: コンブリンク 6' c Goosen 70' c ホワイトリー 78' c コンバート: ヤンチース (3/3) 8', 71', 79' PK: ヤンチース (3/5) 17', 55', 73' | レポート | トライ: オルランド 24' c コルデロ 66' c コンバート: サンチェス (2/2) 26', 67' PK: サンチェス (3/4) 15', 23', 64' | ムボンベラ・スタジアム, ネルスプロイト 観客数: 27,357人 レフリー: Glen Jackson (ニュージーランド) |

### Round 2
| 2016年8月27日 19:35 NZST (UTC+12) | (1 BP) ニュージーランド                                                                                                  | 29–9     | オーストラリア                                 | ウェリントン・リージョナル・スタジアム, ウェリントン 観客数: 35,372人 レフリー: ロマン・ポワト (フランス) |
| 2016年8月27日 19:35 NZST (UTC+12) | トライ: ダグ (2) 7' c, 21' m Jサヴェア 46' c ケイン 61' c コンバート: バレット (3/4) 8', 47', 63' PK: バレット (1/3) 13' | レポート | PK: フォーリー (2/2) 11', 20' ホッジ (1/2) 34' | ウェリントン・リージョナル・スタジアム, ウェリントン 観客数: 35,372人 レフリー: ロマン・ポワト (フランス) |

Notes:
- ニュージーランドがブレディスローカップを防衛。

| 2016年8月27日 16:40 AST (UTC-3) | アルゼンチン | 26–24    | 南アフリカ共和国 (1 BP)                                                                                                | Estadio Padre Ernesto Martearena, サルタ 観客数: 19,000人 レフリー: ジェローム・ガルセス (フランス) |
| 2016年8月27日 16:40 AST (UTC-3) | トライ: トゥクレ 30' c レギサモン 47' c コンバート: サンチェス (1/1) 32' エルナンデス (1/1) 48' PK: サンチェス (2/2) 22', 29' エルナンデス (1/1) 54' ゴンサレス (1/1) 77' | レポート | トライ: ハバナ 44' c デュトイ 67' m コンバート: Goosen (1/1) 45' PK: ヤンチース (2/4) 20', 42' ステイン (2/3) 63', 73' | Estadio Padre Ernesto Martearena, サルタ 観客数: 19,000人 レフリー: ジェローム・ガルセス (フランス) |

Notes:
- アルゼンチンは自国で初めて南アフリカに勝利した。

### Round 3
| 2016年9月10日 19:35 NZST (UTC+12) | (1 BP) ニュージーランド | 57–22    | アルゼンチン                                                                                       | ワイカト・スタジアム, ハミルトン 観客数: 23,361人 レフリー: Craig Joubert (南アフリカ共和国) |
| 2016年9月10日 19:35 NZST (UTC+12) | トライ: Jサヴェア 10' c Bスミス (2) 23' c, 66' c バレット 35' c クロッティ (2) 53' c, 63' c ファウムイナ 56' c ロマノ 76' m コンバート: バレット (6/6) 11', 24', 36', 54', 57', 64' クルーデン (1/2) 68' PK: ダグ (1/1) 31' | レポート | トライ: コルデロ 2' c コンバート: サンチェス (1/1) 2' PK: サンチェス (5/6) 14', 18', 26', 38', 49' | ワイカト・スタジアム, ハミルトン 観客数: 23,361人 レフリー: Craig Joubert (南アフリカ共和国) |

| 2016年9月10日 20:05 AEST (UTC+10) | オーストラリア | 23–17    | 南アフリカ共和国 (1 BP)                                                                            | ラング・パーク, ブリスベン 観客数: 30,327人 レフリー: ナイジェル・オーウェンズ (ウェールズ) |
| 2016年9月10日 20:05 AEST (UTC+10) | トライ: コールマン 26' c フォーリー 61' c コンバート: フォーリー (2/2) 28', 62' PK: フォーリー (3/3) 10', 34', 42' | レポート | トライ: ホワイトリー 2' c Goosen 17' c コンバート: ヤンチース (2/2) 3', 18' PK: ステイン (1/1) 65' | ラング・パーク, ブリスベン 観客数: 30,327人 レフリー: ナイジェル・オーウェンズ (ウェールズ) |

Notes:
- オーストラリアがマンデラチャレンジプレートを保持。

### Round 4
| 2016年9月17日 19:35 NZST (UTC+12) | (1 BP) ニュージーランド | 41–13    | 南アフリカ共和国                                                                    | Rugby League Park, クライストチャーチ 観客数: 20,826人 レフリー: アンガス・ガードナー (オーストラリア) |
| 2016年9月17日 19:35 NZST (UTC+12) | トライ: ダグ 21' m Jサヴェア 27' c Bスミス 48' c Aサヴェア 55' c ホワイトロック 64' m ペレナラ 70' c コンバート: バレット (4/6) 28', 49', 57', 71' PK: バレット (1/1) 8' | レポート | トライ: ハバナ 18' c コンバート: ヤンチース (1/1) 19' PK: ヤンチース (2/2) 36', 52' | Rugby League Park, クライストチャーチ 観客数: 20,826人 レフリー: アンガス・ガードナー (オーストラリア) |

Notes:
- ニュージーランドがフリーダムカップを防衛した。

| 2016年9月17日 18:05 AWST (UTC+08) | (1 BP) オーストラリア | 36–20    | アルゼンチン                                                                                          | パース・オーバル, パース 観客数: 16,202人 レフリー: ウェイン・バーンズ (イングランド) |
| 2016年9月17日 18:05 AWST (UTC+08) | トライ: ケレビ 1' c ハイレット ペティ 7' c ゲニア (2) 11' c, 51' m フーパー 63' c コンバート: フォーリー (4/5) 2', 8', 12', 64' PK: ホッジ (1/1) 74' | レポート | トライ: コルデロ 43' c イサ 71' c コンバート: サンチェス (2/2) 43', 71' PK: サンチェス (2/3) 22', 33' | パース・オーバル, パース 観客数: 16,202人 レフリー: ウェイン・バーンズ (イングランド) |

Notes:
- オーストラリアがピューマトロフィーを保持。
- このオーストラリアの勝利により、ニュージーランドは2ラウンドを残して4度目の優勝が決まった。

### Round 5
| 2016年10月1日 17:05 SAST (UTC+02) | 南アフリカ共和国                                                       | 18–10    | オーストラリア                                                              | ロフタス・ヴァースフェルド・スタジアム, プレトリア 観客数: 47,500人 レフリー: ウェイン・バーンズ (イングランド) |
| 2016年10月1日 17:05 SAST (UTC+02) | PK: ステイン (4/5) 25', 34', 40', 75' ドロップ: ステイン (2/2) 4', 79' | レポート | トライ: シオ 13' c コンバート: フォーリー (1/1) 14' PK: フォーリー (1/1) 7' | ロフタス・ヴァースフェルド・スタジアム, プレトリア 観客数: 47,500人 レフリー: ウェイン・バーンズ (イングランド) |

| 2016年10月1日 19:10 AST (UTC-3) | アルゼンチン | 17–36    | ニュージーランド (1 BP) | エスタディオ・ホセ・アマルフィターニ, ブエノスアイレス 観客数: 46,000人 レフリー: ヤコ・ペイパー (南アフリカ共和国) |
| 2016年10月1日 19:10 AST (UTC-3) | トライ: イサ 57' c トゥクレ 76' c コンバート: サンチェス (1/1) 57' ゴンサレス (1/1) 77' PK: サンチェス (1/1) 33' | レポート | トライ: ライナートブラウン 27' c クロッティ 34' c コールズ 38' c ペレナラ 39' m スミス 44' c コンバート: バレット (4/5) 28', 34', 36', 45' PK: バレット (1/1) 2' | エスタディオ・ホセ・アマルフィターニ, ブエノスアイレス 観客数: 46,000人 レフリー: ヤコ・ペイパー (南アフリカ共和国) |

### Round 6
| 2016年10月8日 17:00 SAST (UTC+02) | 南アフリカ共和国                          | 15–57    | ニュージーランド (1 BP) | キングス・パーク・スタジアム, ダーバン 観客数: 51,500人 レフリー: ジェローム・ガルセス (フランス) |
| 2016年10月8日 17:00 SAST (UTC+02) | PK: ステイン (5/5) 4', 17', 26', 49', 58' | レポート | トライ: ダグ (2) 21' m, 43' m ペレナラ (2) 32' c, 60' c バレット (2) 54' m, 70' c テイラー 73' c スミス 76' c スクワイア 80' c コンバート: バレット (3/6) 32', 61', 71' ソポアンガ (3/3) 73', 77', 80' | キングス・パーク・スタジアム, ダーバン 観客数: 51,500人 レフリー: ジェローム・ガルセス (フランス) |

Notes:
- 42点差は、ニュージーランドがアウェーで南アフリカに与えた最大の勝利点差であり、2003年の36点差記録を上回った。
- 南アフリカにとって史上最多の失点となった。
- ニュージーランドはティア1の17連勝記録に並んだ。

| 2016年10月8日 19:30 BST (UTC+01) | アルゼンチン                                                                                                  | 21–33    | オーストラリア | トゥイッケナム・スタジアム, ロンドン 観客数: 48,515人 レフリー: マシュー・ライナル (フランス) |
| 2016年10月8日 19:30 BST (UTC+01) | トライ: アレマノ 20' m デラフエンテ 44' c コンバート: ゴンサレス (1/2) 46' PK: ゴンサレス (3/5) 40', 54', 69' | レポート | トライ: コールマン 5' c ケレビ (2) 38' m, 49' c マム 76' m コンバート: フォーリー (2/4) 6', 50' PK: フォーリー (3/3) 10', 26', 73' | トゥイッケナム・スタジアム, ロンドン 観客数: 48,515人 レフリー: マシュー・ライナル (フランス) |

## 放送
- J SPORTS - 「ザ・ラグビーチャンピオンシップ2016 ～南半球4カ国対抗戦～」[7]